# Толстовство

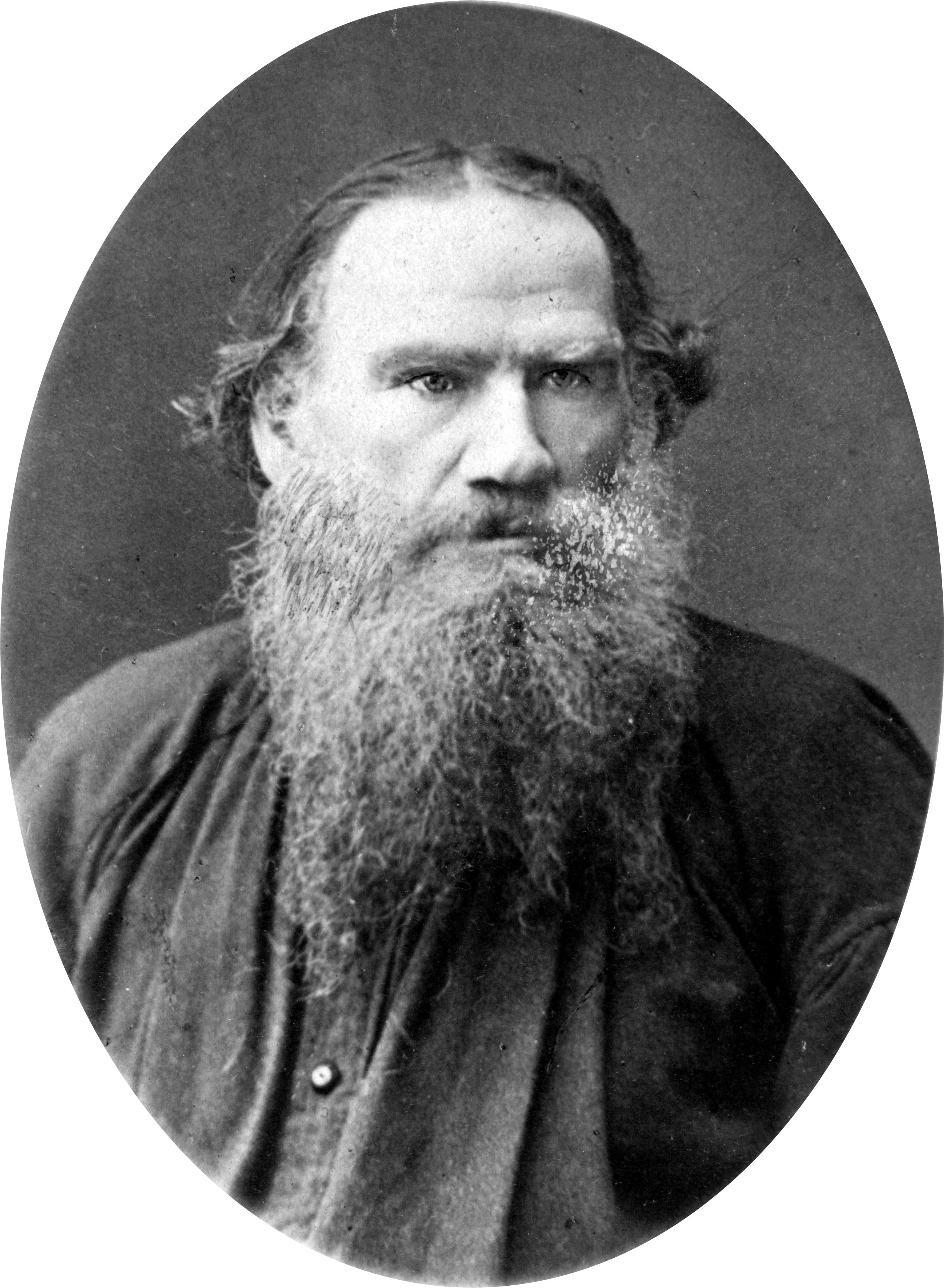
Толстовство возникло в Российской империи на основе учения Л. Н. Толстого

Толсто́вство — религиозно-этическое общественное течение в Российской империи конца XIX — начала XX веков. Возникло в 1880-х годах под влиянием религиозно-философского учения Л. Н. Толстого. Основы толстовства изложены Л. Н. Толстым в произведениях «Исповедь», «В чём моя вера?», «О жизни», «Христианское учение» и других. Последователи — «толстовцы», которые часто называли себя «свободными христианами».

## История

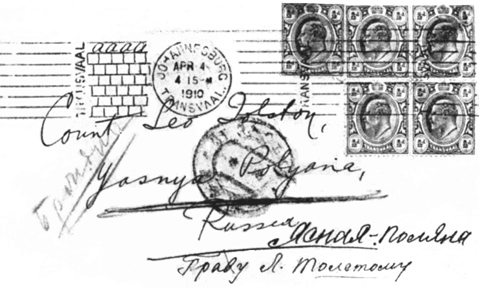
Конверт письма М. К. Ганди ко Льву Толстому

Толстовство возникло в Российской империи в 1880-е годы на основе учения Л. Н. Толстого. Основы толстовства он изложил в «Исповеди», «В чём моя вера?», а также в романе «Воскресение». Тогда же начали возникать колонии толстовцев в Тверской, Симбирской, Харьковской губерниях и в Закавказье. Эти колонии получили название «культурных скитов». Толстовство нашло последователей в Западной Европе, Японии, Индии. Сторонником толстовства был, в частности, Махатма Ганди. В 1880—1900-х годах создавались толстовские колонии в Англии и Южной Африке.
Верующие-духоборы нашли идеи Толстого сродни их собственным традициям и в 1895 году воплотили их в жизнь, отказавшись от военной службы и уничтожив имевшееся у них оружие, за что были сурово репрессированы. В дальнейшем они, также согласно идеям Толстого, отказались от употребления мяса, алкоголя и табака. Вегетарианство, которому следовали толстовцы, в науке того времени считалось глубоко нездоровым (вслед за немецкой диетологией того времени).
Толстовцы активно занимались просвещением и распространением взглядов Толстого. Толстовцы В. Г. Чертков и П. И. Бирюков основали издательство «Посредник» (деятельное участие в работе принимала Анна Черткова), которое издавало массовыми тиражами книги для народа: произведения Л. Н. Толстого, Г. И. Успенского, А. П. Чехова и других писателей, пособия по агрономии, ветеринарии, гигиене. В 1901—1905 в Лондоне толстовцы издавали газету «Свободное слово».
В 1886—1896 годах толстовские общины существовали на Северном Кавказе, в Самарской, Смоленской, Тверской, Харьковской, Полтавской, Тамбовской, Киевской, Оренбургской, Нижегородской губерниях. Наибольшего успеха в деле привлечения крестьянства к толстовскому учению добился князь Д. А. Хилков. В своём имении в селе Павловка Харьковской губернии к концу XIX века он приобрел, по разным сведениям, от 200 до 327 последователей из крестьян. После высылки Хилкова из имения подавляющее большинство из них перестали придерживаться толстовских взглядов, но сосланный на Кавказ Хилков вместе с другими толстовцами начал успешную пропаганду толстовства среди местных духоборов. В 1897 г. 3-й миссионерский съезд русской православной церкви объявил толстовство «религиозно-социальной сектой». В 1900—1901 годах обер-прокурор Синода К. П. Победоносцев в своих отчетах называл толстовство самым опасным врагом православной церкви.
После начала Первой мировой войны толстовцы, как и многие другие сектанты-пацифисты, начали отказываться от службы в армии. Их судили и приговаривали к дисциплинарным батальонам, тюрьме, а некоторых и к каторге. В 1916 году группа толстовцев распространяла в Москве антивоенные листовки. Они были арестованы и преданы военному суду, но были оправданы. 
К 1917 году, по результатам исследования М. Поповского, количество толстовцев достигало 5—6 тыс. человек; к маю 1924 года, по подсчётам начальника 6-го отделения ГПУ Е. Тучкова, их было 2500—3000 человек.
В СССР в 1920—1930-х годах земледельческие коммуны толстовцев (в частности, коммуна «Жизнь и труд») в основном были ликвидированы, многие их члены были репрессированы.
Сейчас последователи толстовства сохранились в Западной Европе, Северной Америке, Японии, Индии, Болгарии и других странах. В России официально зарегистрирована религиозная организация «Толстовцы», члены которой являются представителями так называемого «новотолстовства» — движения, возникшего сравнительно недавно и существенно отличающегося от изначального толстовства. Их численность — около 500 человек.
Важным источником по истории толстовства являются воспоминания толстовцев о Л. Толстом.

## Состав движения

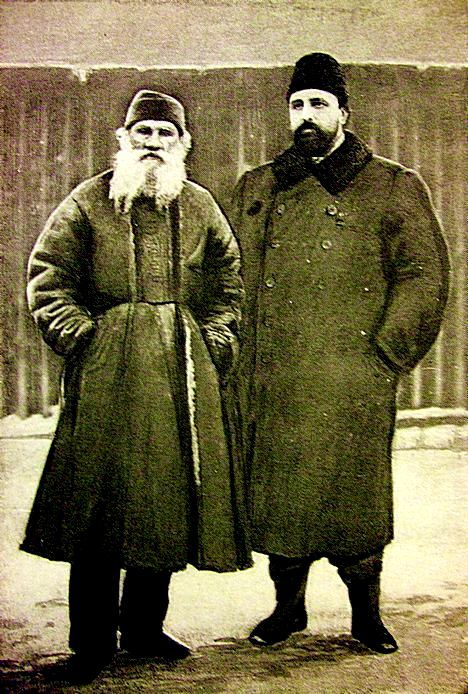
Лев Толстой и Владимир Чертков

Уже при жизни Толстого это движение выделялось не отрицанием, а свободой от сословных и религиозных рамок и других формальных признаков. Князья являлись ко Льву Толстому в одной компании с крестьянами, а супруга Толстого исправно водила детей в церковь в дни самых жестоких конфликтов между Львом Толстым и Синодом.
Толстой лично или через свои произведения повлиял на целый ряд своих современников, которые не описываются как толстовцы, но немыслимы без влияния Толстого, его произведений и его окружения.

## Отношение к религии
На жизнеучение Л. Н. Толстого оказали влияние разнообразные идейные течения: Вера Бахаи, брахманизм, буддизм, даосизм, конфуцианство, ислам, квакерство, также учения философов-моралистов (Сократа, поздних стоиков, Канта, Шопенгауэра). Идея рассматривать христианство как учение о непротивлении злу является самостоятельной. Толстой отрицал воскресение Христа, христианство воспринимается им только в качестве этического учения. Толстовцы отвергают догматы организованной Церкви, общественные богослужения, не признают церковную иерархию, клир, но высоко ставят моральные принципы христианства. Толстовцы критиковали Православную церковь и вообще официальную религию, а также государственное насилие и общественное неравенство.
Для религиозных взглядов в рамках толстовства характерен синкретизм. Л. Н. Толстой считал, что «одинаковы, по существу, все определения смысла жизни, открытые людям величайшими умами человечества». Предложив свои толкования Евангелия, он считал, что очищает учение Христа от исторических искажений. Толстовцы отвергали догматы христианской Церкви, исповедовали антитринитаризм.

## Морально-этическая и социальная идеология
Главными принципами являются: всепрощение, непротивление злу насилием, отказ от вражды с любым народом («любите врагов ваших»), провозглашённые Христом в Нагорной проповеди, а также «любовь к ближнему», нравственное самоусовершенствование, опрощение.
Согласно учению, духовные ценности важнее материальных.

…Все пять заповедей имеют только одну эту цель — мира между людьми. Стоит людям поверить учению Христа и исполнять его, и мир будет на земле, и мир не такой, какой устраивается людьми, временный, случайный, но мир общий, ненарушимый, вечный.
Первая заповедь говорит: будь в мире со всеми, не позволяй себе считать другого человека ничтожным или безумным (Матф., V, 22). Если нарушен мир, то все силы употребляй на то, чтобы восстановить его. Служение Богу есть уничтожение вражды (23-24). Мирись при малейшем раздоре, чтобы не потерять истинной жизни (26). В этой заповеди сказано всё; но Христос предвидит соблазны мира, нарушающие мир между людьми, и даёт вторую заповедь — против соблазна половых отношений, нарушающего мир. Не смотри на красоту плотскую как на потеху, вперёд избегай этого соблазна (28-30); бери муж одну жену, и жена — одного мужа, и не покидайте друг друга ни под каким предлогом (32). Другой соблазн — это клятвы, вводящие людей в грех. Знай вперёд, что это зло, и не давай никаких обетов (34-37). Третий соблазн — это месть, называющаяся человеческим правосудием; не мсти и не отговаривайся тем, что тебя обидят, — неси обиды, а не делай зла за зло (38-42). Четвёртый соблазн — это различие народов, вражда племён и государств. Знай, что все люди — братья и сыны одного Бога, и не нарушай мира ни с кем во имя народных целей (43-48). Не исполнят люди одну из этих заповедей — мир будет нарушен. Исполнят люди все заповеди, и царство мира будет на земле. Заповеди эти исключают всё зло из жизни людей.
— Л. Н. Толстой, «В чём моя вера?»
Осуществление этих принципов предполагает возможность нравственного преобразования общества (то есть толстовство включает в себя идею достижимости утопической перспективы). Предполагалось создать на месте существующего общества и государства общежитие свободных и равноправных крестьян.
Будучи по своим убеждениям последовательными пацифистами, толстовцы отказывались от несения военной службы.
В ранний период у толстовства было много общего с анархизмом, так как оба движения отрицали необходимость военно-государственной машины и апеллировали взамен к разуму личности, естественному стремлению к взаимопомощи и трудовому братству. Однако после положительной реакции князя Кропоткина на начало Первой мировой войны контакты между движениями прервались.

## Пищевые запреты

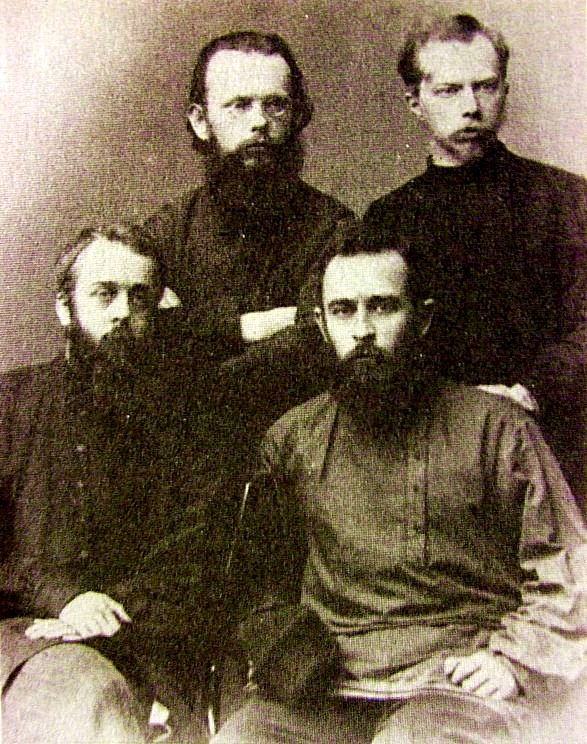
И. М. Трегубов, И. И. Горбунов-Посадов, П. И. Бирюков, Е. И. Попов

Постясь же, если он [человек] серьёзно и искренно ищет доброй жизни, — первое, от чего будет воздерживаться человек, будет всегда употребление животной пищи, потому что, не говоря о возбуждении страстей, производимом этой пищей, употребление её прямо безнравственно, так как требует противного нравственному чувству поступка — убийства, и вызывается только жадностью, желанием лакомства.
— Лев Толстой. «Первая ступень».
Толстовцы, как правило, придерживаются вегетарианства, не употребляют алкоголя и табака (эти запреты не являются абсолютными: так, Валентин Булгаков, будучи арестован эсэсовцами в Праге, первые недели заключения отдавал мясо своего скудного пайка сокамерникам, но затем, заметив, что стремительно теряет силы, был вынужден отказаться от вегетарианства). При увлечённости толстовцев сельским хозяйством они стремились исключить по возможности сельскохозяйственную эксплуатацию животных.

## Критика
Церковный публицист и общественный деятель В. М. Скворцов возбудил вопрос о «толстовщине» на 3-м всероссийском миссионерском съезде (организованном Русской Православной церковью) в 1897 году в Казани; «по исследовании еретических мудрований Толстого, разбросанных во многих его религиозных трактатах <…>, съезд специалистов миссионерства уже тогда признал толстовское религиозное движение оформившеюся религиозно-социальною сектою, крайне вредною не только в церковном, но и в политическом отношении».
Официозное (неофициальное) общественно-церковное издание Православной церкви «Миссионерское обозрение» в 1906 году, после состоявшегося в 1901 году Определения Святейшего Синода об «отпадении» графа Толстого от Церкви, печатало в статье, подписанной священником Е. Зубаревым, пространные извлечения из новоизданного полного собрания религиозно-философских сочинений Льва Толстого, заключая: «Под доказательствами Л. Н. Толстого от Евангелия вполне можно бы подписаться, если бы он разумел под ним подлинное, а не своё евангелие».
Русский поэт Иннокентий Анненский в «Книге Отражений» писал:
«Природу и жизнь человека не всегда подчинишь выдумке. Евангелие создало христианство, то есть целый мир. Толстой создал толстовщину, которая безусловно ниже даже его выдумки…»
Философ И. А. Ильин в своей книге «О сопротивлении злу силою» также приводит критику учения Толстого и высказывает мысль, что насилие, хоть и есть дело неправедное, всё же в определённых случаях может считаться оправданным.

## Толстовские коммуны и иные организации
- «Жизнь и труд» — толстовская коммуна, существовавшая с 1921 по 1939 год.
- Московское вегетарианское общество — общество, пропагандировавшее вегетарианство. Существовало с 1909 по 1930 год.
- «Посредник» — издательство, созданное Толстым. Существовало с 1884 по 1935 год.
- «Ясная поляна» — журнал, издававшийся в Риге с 1988 по 1991 год.
- Коммуна «Всемирное братство»
- Коммуна «Братский труд»
- Артель «Мирный пахарь»
- Коммуна «Сеятель»